# Erich Neumann (psicologo)
Erich Neumann (Berlino, 23 gennaio 1905 – Tel Aviv, 5 novembre 1960) è stato uno psicologo e psicoanalista tedesco.

## Biografia
(Erich Neumann, Psicologia del profondo e nuova etica)
Neumann nacque a Berlino in una famiglia ebraica. Studiò filosofia, psicologia e medicina, laureandosi nel 1927. Sostenne il primo dei due esami di stato di medicina nel 1933. Ad Heidelberg faceva parte del circolo di amici di Hannah Arendt. Trasferitosi in Svizzera, si specializzò in psicologia analitica sotto la supervisione di Carl Gustav Jung. Visto il succedersi degli eventi in Germania decise di emigrare in Israele, dove ottenne in seguito la cittadinanza israeliana. È stato presidente dell'Associazione Israeliana degli Psicologi Analisti.
Partendo dalle posizioni junghiane, Erich Neumann ha indagato una teoria evolutiva della psiche umana, in particolare la coscienza, associando le tappe dello sviluppo individuale con quelle della storia della coscienza nell'umanità. Partendo da presupposti simili a quelli che hanno portato Jean Piaget allo sviluppo della epistemologia genetica - presupposti mutuati dalla biologia e secondo i quali, ma solo dal punto di vista psichico, "l'ontogenesi ricapitola la filogenesi", sul modello della vecchia teoria biogenetica di Ernst Haeckel secondo cui lo sviluppo di ogni singolo embrione ripercorre le tappe evolutive che hanno portato alla specie - Erich Neumann ha posto le basi per lo sviluppo dello studio del mito e della psiche. Mentre Piaget ha studiato la coscienza oggettiva e volta all'esterno, Neumann si è rivolto alla coscienza soggettiva, interiore ed affettiva.

## Opere
- Erich Neumann, Storia delle origini della coscienza, Astrolabio-Ubaldini Editore, Roma, 1978. ISBN 88-340-0099-4
- Erich Neumann, La grande madre. Fenomenologia delle configurazioni femminili dell'inconscio, Astrolabio-Ubaldini Editore, Roma, 1980. ISBN 88-340-0706-9
- Erich Neumann, La psicologia del femminile, Astrolabio-Ubaldini Editore, Roma, 1975. ISBN 88-340-0100-1
- Erich Neumann, Amore e Psiche, Astrolabio-Ubaldini Editore, Roma, 1989. ISBN 88-340-0947-9
- Erich Neumann, Psicologia del profondo e nuova etica, Moretti e Vitali Editori, Bergamo, 2005. ISBN 88-7186-296-1
- Erich Neumann, Henry Moore e il suo immaginario archetipico, Moretti e Vitali Editori, Bergamo, 2012. ISBN 978-88-7186-500-3
- C.G. Jung e Erich Neumann, Psicologia analitica in esilio. Il carteggio 1933-1959, Moretti e Vitali Editori, Bergamo, 2016.
- Erich Neumann, La personalità nascente del bambino - struttura e dinamiche, Red Edizioni, Como, 1991. ISBN 88-7031-747-1
- Erich Neumann, Il significato psicologico del rito, in Il Rito, Quaderni di Eranos 42, Red Edizioni, Como, 1991.
- Erich Neumann, L'uomo mistico, in L'uomo ricercatore e giocatore, Quaderni di Eranos 58, Red Edizioni, Como, 1993.
- Erich Neumann, L'uomo creativo e la trasformazione, Marsilio Editore, Venezia, 1993.
- Erich Neumann, Arte e tempo, in Le metamorfosi del tempo, Quaderni di Eranos 95, Red Edizioni, Como, 1999.